# Eduardo Said
Eduardo Said es un director mexicano de televisión y teatro. Se hizo conocido por trabajar en la producción ejecutiva de Camaleones, Un refugio para el amor y Más allá de La usurpadora.
Ha trabajado con los productores Salvador Mejía, Rosy Ocampo, Ignacio Sada Madero y Miguel Ángel Herros, y los directores Beatriz Sheridan, Martín Pérez Islas, Salvador Sánchez y Leonardo Daniel. 

## Trayectoria

### Televisión

#### Director de escena
- Mi adorable maldición (2017)
- Simplemente María (2015-2016)
- Un refugio para el amor (2012)
- Primera parte de Camaleones (2009-2010)
- Segunda parte de Bajo las riendas del amor (2007)
- Primera parte de Bajo las riendas del amor (2007) locación
- Misión SOS (2004-2005) locación
- Alegrijes y rebujos (2003-2004) locación
- Primera parte de La intrusa (2001) locación
- Amigos por siempre (2000) locación
- El diario de Daniela (1998-1999) locación
- Más allá de... La usurpadora (1998) locación
- Segunda parte de La usurpadora (1998) locación

Unitarios
- La rosa de Guadalupe (2009-2025)

#### Asistente de director de escena
- Primera parte de La usurpadora (1998)

### Teatro
- Laberinto (2014)
- Cómo te Quedo el Ojo Lucifer (2024)